# Così è la vita (saggio)
Così è la vita. Imparare a dirsi addio  è un saggio di Concita De Gregorio pubblicato da Einaudi nel 2011.
Il saggio ha come tema la morte e i modi di affrontarla.

## Storia editoriale
Nelle prime settimane del 2012 entrò nella classifica dei dieci libri di saggistica più venduti.
È stato ristampato più volte nel corso degli anni.

## Contenuto
Nel libro si afferma che la morte, come la vecchiaia e la malattia, è diventata per l'Occidente del XXI secolo quello che il sesso era stato nel XIX secolo, ossia un tabù di cui si ha vergogna e ci si rifiuta di parlare, e che nel mondo contemporaneo s'intreccia con la moderna estetica dell'eterna giovinezza, tesa ad annullare lo scorrere del tempo nell'istante presente anche grazie alla chirurgia plastica.
Nei vari capitoli l'autrice mescola racconti autobiografici a citazioni di libri, film, canzoni, fumetti e narrazioni mitiche che trattano della paura della morte, proponendo una chiave di lettura quasi sempre leggera e scanzonata di questo evento naturale.

## Opere derivate
Dal libro l'autrice ha tratto il testo dello spettacolo teatrale Un'ultima cosa. Cinque invettive, sette donne e un funerale, che ha anche interpretato, avvalendosi della collaborazione di Erica Mou, partner di scena e curatrice della parte musicale.

## Edizioni
- Concita De Gregorio, Così è la vita. Imparare a dirsi addio, Stile libero BIG, Einaudi, 2011, ISBN 978-88-06-20584-3.
- Concita De Gregorio legge 'Cosi è la vita', Roma, Emons Audiolibri, 2012, ISBN 978-88-95703-84-8.